# Campeonato Europeo de Tiro con Arco al Aire Libre de 1982
El VIII Campeonato Europeo de Tiro con Arco al Aire Libre se celebró en Kecskemét (Hungría) entre el 20 y el 22 de junio de 1982 bajo la organización de la Unión Europea de Tiro con Arco (WAE) y la Federación Húngara de Tiro con Arco.

## Resultados

### Masculino
| Evento                  | Oro                                                                   | Plata                                                      | Bronce                                                          |
| ----------------------- | --------------------------------------------------------------------- | ---------------------------------------------------------- | --------------------------------------------------------------- |
| Arco recurvo individual | Vladimir Yesheyev URSS                                                | Willy Van Den Bossche · Bélgica                            | Tomi Poikolainen · Finlandia                                    |
| Arco recurvo por equipo | Willy Van Den Bossche · Patrick De Koning · Marnix Vervinck · Bélgica | Vladimir Yesheyev Stanislav Zabrodsky Boris Isachenko URSS | Tomi Poikolainen · Kyösti Laasonen · Kauko Laasonen · Finlandia |

### Femenino
| Evento                  | Oro                                                          | Plata                                                           | Bronce                                                  |
| ----------------------- | ------------------------------------------------------------ | --------------------------------------------------------------- | ------------------------------------------------------- |
| Arco recurvo individual | Natalia Butuzova URSS                                        | Päivi Meriluoto · Finlandia                                     | Liudmila Arzhannikova URSS                              |
| Arco recurvo por equipo | Natalia Butuzova Alexandra Busiak Liudmila Arzhannikova URSS | Eileen Robinson Charlotte Calladine Pauline Edwards Reino Unido | Päivi Meriluoto · Ulla Rantala · Eila Pummi · Finlandia |

## Medallero
| Núm. | País        | Oro | Plata | Bronce | Total |
| ---- | ----------- | --- | ----- | ------ | ----- |
| 1    | URSS        | 3   | 1     | 1      | 5     |
| 2    | Bélgica     | 1   | 1     | 0      | 2     |
| 3    | Finlandia   | 0   | 1     | 3      | 4     |
| 4    | Reino Unido | 0   | 1     | 0      | 1     |
|      | TOTAL       | 4   | 4     | 4      | 12    |